# Batflyet
Batflyet, Batvingen, batjetten eller batgyroen er et fiktivt luftfartøj, der bruges af DC Comics superhelt Batman. Fartøjet blev introduceret i "Batman Versus The Vampire, I", udgivet i Detective Comics #31 i 1939, i en historie, hvor Batman rejser til Kontinentaleuropa. I dette nummer blev fartøjet omtalt som "Batgyro", og ifølge Les Daniels var den "tilsyneladende indspireret af Igor Sikorskys første succesfulde flyvetur med en helikopter" samme år. Den var oprindeligt baseret på enten en gyroplan eller helikopter, med en rotor, og Batgyroen havde et flagermus-logo forrest. Forfatterne gav Batgyroen den egenskab, at den kunne bliver "parkeret" i luften af Batman, således at den beholdt sin position og lod Batman komme tilbage ombord.
Batgyroen blev snart erstattet af Batflyet, der havde sin debut i Batman #1, og oprindeligt havde et maskingevær. Fartøjet var baseret på et fly med fikseret vinge frem for en helikopter, og med en propel forand, selvom bat-logoet stadig var foran. Batflyet har gennemgået konstant udvikling siden den første optræden, og den er sågar blevet lavet i versioner, der kan bevæge sig under vand. Med lancereingen af Tim Burtons film Batman (1989) blev Batflyet kendt som Batvingen, der efterfølgende blev brugt i tegneserierne. Tidligere i Batman #300 blev Batvingen brugt til at omtale et rumfartøj. I filmen The Dark Knight Rises (2012) blev Batflyet også brugt, men denne gang blev fartøjet omtalt som The Bat.